# هرمز وحید
هرمز وحید (زاده ۱۷ آبان ۱۳۰۷ - درگذشته ۴ آذر ۱۳۷۸) گرافیست و از پیشگامان کتاب‌آرایی و مدیریت تولید هنری کتاب در ایران بود.

## زندگی و کار
هرمز وحید در تنکابن زاده شد. پدرش محمدوحید تنکابنی بود که مدتی مدیر کالج آمریکایی تهران (مشهور به کالج البرز) بود. او پس از پایان آموزش دبیرستان در رشته نقاشی وارد دانشکده هنرهای زیبای دانشگاه تهران شد و مدتی بعد ترک تحصیل کرد. در دانشکده با پروین‌دخت صدر آشنا شد و با او ازدواج کرد و تصمیم برای ترک تحصیل دانشگاه را به همراه او گرفت.

هرمز وحید مدتی در وزارت فرهنگ کار کرد و در اسفند ۳۲ به مؤسسه انتشارات فرانکلین شعبه ایران به مدیریت همایون صنعتی‌زاده پیوست. وحید به گفته همسرش: 
اگرچه در زمینه چاپ تحصیلات دانشگاهی نداشت، اما به سبب علاقه‌اش، در این کار [چاپ] مهارت پیدا کرده بود.
وحید در فرانکلین با پرویز کلانتری و محمدزمان زمانی همکار شد. و مسئولیت بخش گرافیک را بر عهده او گذاشتند. یکی از کارهای مهم مؤسسه فرانکلین در این زمان چاپ کتابهای درسی ایران و افغانستان بود. در سال ۱۹۶۰ گروهی از مؤلفان کتاب‌های درسی به سرپرستی هرمز وحید برای شرکت در سمینار کتاب‌های درسی به آمریکا رفت و به همراه پرویز کلانتری و محمدزمان زمانی در استودیوی دَن رو به کارآموزی پرداخت. در تهیه کتابهای درسی و به ویژه کتابهای تاریخ و جغرافیای دبستان هرمز وحید نقش به سزایی داشت.
بخش دیگری از کار در آتلیه تهیه کتاب فرانکلین به عکاسی نیاز داشت و هرمز وحید که عکاسی هم می‌کرد به همراه رضا نوربختیار-که بعدتر به آتلیه ملحق شده بود-کارهای عکاسی را انجام می‌دادند.
هرمز وحید علاوه بر گرداندن آتلیه تولید کتاب مؤسسه فرانکلین در راه‌اندازی یا نوسازی چند مؤسسه انتشارتی دیگر نظیر چاپخانه افست، سازمان کتاب‌های درسی، کانون پرورش فکری کودکان و نوجوانان ، انتشارات آموزش و پرورش، چاپخانه و انتشارات مجلس ، انتشارات وزارت خارجه و کمیته ملی یونسکو همکاری فعال داشت.

## آثار
یکی از آثار مشهور هرمز وحید طراحی لوگوی شرکت افست بود. این لوگو شامل سه سیلندر است و به شکل گل شکفته‌ای به نظر می‌رسد. دلیل این طراحی ویژگی چاپ افست است که کاغذها از بین سه سیلندر رد می‌شوند.

## در نگاه دیگران
پرویز کلانتری هرمز وحید را چنین به یاد می‌آورد: 
جوان شیک پوشی با کلاه شاپوی همفری بوگارت و سیگار بر لب که دل در گرو عشق زیباترین دختر دانشکده داشت که سرانجام کارشان به ازدواج و ترک دانشکده کشید... اینک زنده‌ترین تصویری که از او دارم، دونده‌ای است که فاصله فرانکلین را از قلب پر هیاهوی شهر تا چاپخانه افست در سرخه حصار می‌دود. دونده‌ای که تا پایان عمرش دوید.

## پیوندهای مفید
الگو:ویکی‌گفتاوردها
- وبسایت رسم مجموعه‌ای از مقاله‌ها دربارهٔ هرمز وحید